# Liste von Kunstwerken im öffentlichen Raum im Ruhrgebiet

Der Regionalverbund Ruhrgebiet

Die Liste von Kunstwerken im öffentlichen Raum im Ruhrgebiet gibt einen Überblick über Kunst im öffentlichen Raum im Ruhrgebiet, unter anderem Skulpturen, Plastiken, Landmarken und andere Kunstwerke. Es besteht kein Anspruch auf Vollständigkeit.

## Übersicht
- Kreisfreie Städte im Ruhrgebiet
  - Liste von Kunstwerken im öffentlichen Raum in Bochum
  - Liste von Kunstwerken im öffentlichen Raum in Bottrop
  - Liste von Kunstwerken im öffentlichen Raum in Dortmund
  - Liste von Kunstwerken im öffentlichen Raum in Duisburg
  - Liste von Kunstwerken im öffentlichen Raum in Essen
  - Liste von Kunstwerken im öffentlichen Raum in Gelsenkirchen
  - Liste von Kunstwerken im öffentlichen Raum in Hagen
  - Liste von Kunstwerken im öffentlichen Raum in Hamm
  - Liste von Kunstwerken im öffentlichen Raum in Herne
  - Liste von Kunstwerken im öffentlichen Raum in Mülheim an der Ruhr
  - Liste von Kunstwerken im öffentlichen Raum in Oberhausen
- Liste von Kunstwerken im öffentlichen Raum im Ennepe-Ruhr-Kreis
  - Liste von Kunstwerken im öffentlichen Raum in Breckerfeld
  - Liste von Kunstwerken im öffentlichen Raum in Ennepetal
  - Liste von Kunstwerken im öffentlichen Raum in Gevelsberg
  - Liste von Kunstwerken im öffentlichen Raum in Hattingen
  - Liste von Kunstwerken im öffentlichen Raum in Herdecke
  - Liste von Kunstwerken im öffentlichen Raum in Schwelm
  - Liste von Kunstwerken im öffentlichen Raum in Sprockhövel
  - Liste von Kunstwerken im öffentlichen Raum in Wetter (Ruhr)
  - Liste von Kunstwerken im öffentlichen Raum in Witten
- Liste von Kunstwerken im öffentlichen Raum im Kreis Recklinghausen
  - Liste von Kunstwerken im öffentlichen Raum in Castrop-Rauxel
  - Liste von Kunstwerken im öffentlichen Raum in Datteln
  - Liste von Kunstwerken im öffentlichen Raum in Dorsten
  - Liste von Kunstwerken im öffentlichen Raum in Gladbeck
  - Liste von Kunstwerken im öffentlichen Raum in Haltern am See
  - Liste von Kunstwerken im öffentlichen Raum in Herten
  - Liste von Kunstwerken im öffentlichen Raum in Marl
  - Liste von Kunstwerken im öffentlichen Raum in Oer-Erkenschwick
  - Liste von Kunstwerken im öffentlichen Raum in Recklinghausen
  - Liste von Kunstwerken im öffentlichen Raum in Waltrop
- Liste von Kunstwerken im öffentlichen Raum im Kreis Unna
  - Liste von Kunstwerken im öffentlichen Raum in Bergkamen
  - Liste von Kunstwerken im öffentlichen Raum in Bönen
  - Liste von Kunstwerken im öffentlichen Raum in Fröndenberg
  - Liste von Kunstwerken im öffentlichen Raum in Holzwickede
  - Liste von Kunstwerken im öffentlichen Raum in Kamen
  - Liste von Kunstwerken im öffentlichen Raum in Lünen
  - Liste von Kunstwerken im öffentlichen Raum in Schwerte
  - Liste von Kunstwerken im öffentlichen Raum in Selm
  - Liste von Kunstwerken im öffentlichen Raum in Unna
  - Liste von Kunstwerken im öffentlichen Raum in Werne
- Liste von Kunstwerken im öffentlichen Raum im Kreis Wesel
  - Liste von Kunstwerken im öffentlichen Raum in Alpen
  - Liste von Kunstwerken im öffentlichen Raum in Dinslaken
  - Liste von Kunstwerken im öffentlichen Raum in Hamminkeln
  - Liste von Kunstwerken im öffentlichen Raum in Hünxe
  - Liste von Kunstwerken im öffentlichen Raum in Kamp-Lintfort
  - Liste von Kunstwerken im öffentlichen Raum in Moers
  - Liste von Kunstwerken im öffentlichen Raum in Neukirchen-Vluyn
  - Liste von Kunstwerken im öffentlichen Raum in Rheinberg
  - Liste von Kunstwerken im öffentlichen Raum in Schermbeck
  - Liste von Kunstwerken im öffentlichen Raum in Sonsbeck
  - Liste von Kunstwerken im öffentlichen Raum in Voerde (Niederrhein)
  - Liste von Kunstwerken im öffentlichen Raum in Wesel
  - Liste von Kunstwerken im öffentlichen Raum in Xanten